# Налобино
Нало́бино (каз. Налобин) — село у складі Кизилжарського району Північноказахстанської області Казахстану. Адміністративний центр Налобинського сільського округу.
Населення — 920 осіб (2021; 938 у 2009, 1308 у 1999, 1487 у 1989).
Національний склад станом на 1989 рік:
- росіяни — 100 %.